# Martine Clémenceau
Martine Clémenceau (ur. 18 marca 1949 w Thionville) – francuska piosenkarka i autorka tekstów.
Laureatka Yamaha Music Festival w 1971 roku. Zwycięski utwór „Un jour l'amour” został wydany na singlu w Japonii. Dwa lata później wygrała francuskie preselekcje do 18. Konkursu Piosenki Eurowizji. Wykonała utwór „Sans toi”, zajmując w finałowym koncercie 7 kwietnia 1973 roku 15. miejsce z liczbą 65 punktów. Ostatecznie festiwal wygrała reprezentantka Luksemburga, Anne-Marie David, śpiewająca piosenkę „Tu te reconnaîtras”.
W 1981 roku nagrała swój debiutancki album zatytułowany Clémentine, który promował utwór „Solitaire”, wydany na singlu łącznie z piosenką „Laissez Passer La Gamine”. Ten sam utwór wydała w 1983 roku Laura Branigan, w jej wykonaniu znalazł się na 7. miejscu notowania Billboard Hot 100.
Martine Clémenceau zakończyła karierę w 1986 roku, wydając ostatni podwójny singel z utworami „Feeling de femme” oraz „Rien ne peut fixer ma vie”.